# Capilla Terra Sancta (Jerusalén)
La Capilla Terra Sancta (en hebreo: הקפלה טרה סנטה) llamada también Iglesia de Terra Sancta es el nombre que recibe un edificio religioso afiliado a la Iglesia Católica que se encuentra ubicado dentro del complejo educativo de Terra Sancta localizado en la Plaza París de la ciudad de Jerusalén en el centro de Israel.
El complejo original fue construido en 1926, con el diseño del arquitecto italiano Antonio Barluzzi en 1933 fueron agregadas la capilla y las residencias que están en edificios anexos a la estructura principal.
La capilla al igual que el complejo originalmente tenía un nombre italiano Terra Santa pero debido a la situación durante la Segunda Guerra Mundial fue cambiado a una versión en latín "Terra Sancta" que quiere decir Tierra Santa, en referencia al nombre que los cristianos dan a los lugares sagrados descritos en la biblia.
El templo es usado por estudiantes cristianos, las Hermanas Franciscanas de la Inmaculada Concepción y la Fraternidad Franciscana.

## Véase también

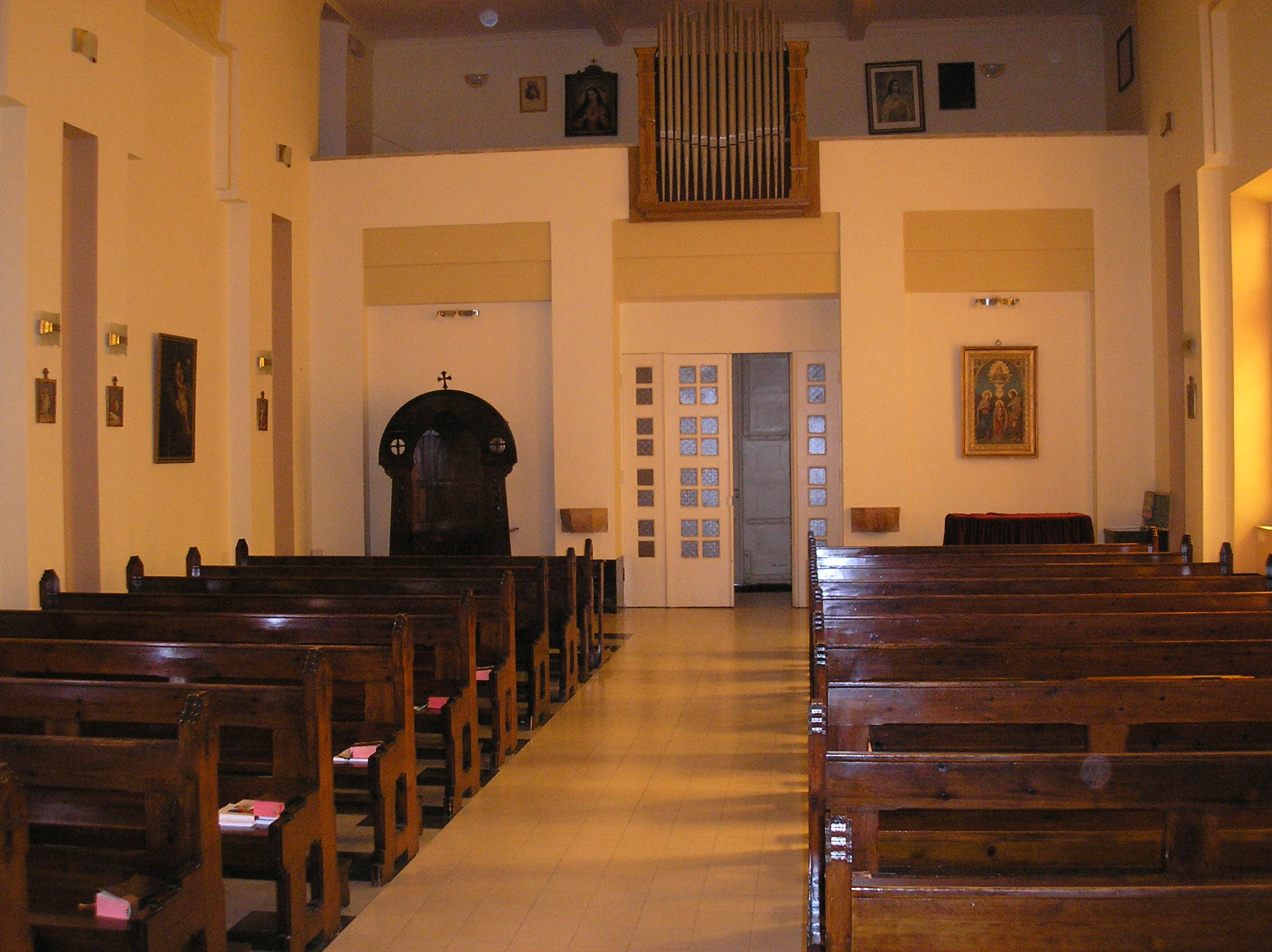
Otra vista del templo